# Ambrosius (film fra 1910)
Ambrosius er en dansk stumfilm fra 1910 produceret af Fotorama og instrueret af Gunnar Helsengreen.
Filmen er en filmatisering af Chr. K.F. Molbechs skuespil af samme navn fra 1877.
Filmen havde dansk biografpremiere den 22. november 1910 i Løvebiografen i København. 

## Handling
Ambrosius Stub er lykkelig, da han får en skriverplads hos Baronen. Det betyder fast indtægt, nye omgivelser og ikke mindst nye bekendtskaber. Blandt sidstnævnte lurer en farlig forelskelse, der får fatale konsekvenser for Ambrosius.

## Medvirkende
- Aage Fønss, Ambrosius Stub
- Jenny Roelsgaard, Bodil
- Philip Bech, Baronen
- Marie Niedermann, Abigael, baronens datter
- Aage Schmidt, Junker Claus
- Alfred Cohn, Jørgen Kammertjener
- Aage Bjørnbak, Degnen